# Molophilus nodicornis
Molophilus nodicornis là một loài ruồi trong họ Limoniidae. Chúng phân bố ở miền Cổ bắc.